# ディック・ノーマン
ディック・ノーマン（Dick Norman, 1971年3月1日 - ）は、ベルギー・ワレヘム出身の男子プロテニス選手。2009年全仏オープン男子ダブルスで、ウェスリー・ムーディと組んで準優勝した選手である。ATPツアーでダブルス4勝を挙げた。自己最高ランキングはシングルス85位、ダブルス10位。左利き。身長203cmの長身からついた“Big D”（ビッグD）というニックネームがある。

## 来歴
6歳からテニスを始め、1991年にプロ入り。ノーマンが最初に脚光を浴びたのは、1995年ウィンブルドン選手権男子シングルス4回戦進出だった。ノーマンは当時世界ランキング176位で、ウィンブルドン男子シングルスの予選3回戦でサンドン・ストールに敗れたが、大会開始直前に欠場者が出たことによりラッキールーザーとして本戦出場権を得た。本戦1回戦でパット・キャッシュが途中棄権した後、2回戦でノーマンは第13シードのステファン・エドベリを6-3, 6-4, 6-4で破った。そこから4回戦まで勝ち進み、第3シードのボリス・ベッカーに6-7, 3-6, 4-6のストレートで敗れた。ウィンブルドン後、1995年9月22日-24日に男子国別対抗戦戦デビスカップのワールドグループ・プレーオフが行われ、ノーマンは対ノルウェー戦でデビスカップベルギー代表に初起用された。10月にセイコー・スーパー・テニスで来日し、翌週のチャイナ・オープンダブルス決勝進出もあった。2年後の1997年全仏オープンでセルジ・ブルゲラとの3回戦まで進出した。ノーマンは1998年に一度引退し2年間テニスから離れたが2000年に復帰した。

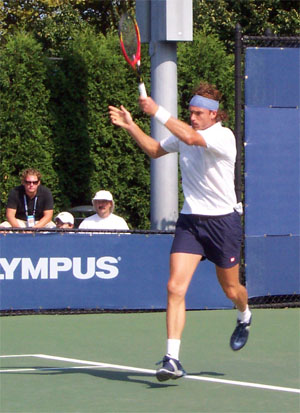
2006年全米オープンにて

2007年1月のチェンナイ・オープン男子ダブルスで、ノーマンは同じベルギーのグザビエ・マリスとペアを組み、プロ入り16年目でツアー初優勝を果たした。ノーマンとマリスは、決勝でラファエル・ナダル/バルトロメ・サルバ・ビダル組を7-6, 7-6で破って優勝を決めた。2年後の2009年2月、ノーマンはSAテニスオープンダブルスでジェームズ・セレターニとペアを組み、2年ぶりのツアー2勝目を挙げた。
ノーマンは2009年全仏オープン男子ダブルスで、ウェスリー・ムーディと組み、準決勝で第2シードのブライアン兄弟を0-6, 7-6, 6-4の逆転で破り、ノーシードから初の決勝戦に進出した。決勝では第3シードのルーカス・ドロウヒー/リーンダー・パエス組に6-3, 3-6, 2-6の逆転で敗れ、ノーマンとムーディは準優勝に終わった。ベルギーの男子テニス選手が4大大会決勝に進出したのは、5年前の2004年全仏オープンで男子ダブルス優勝者になったオリビエ・ロクス/グザビエ・マリス以来の快挙であったが、ノーマンはロクスとマリスの後に続くことができなかった。
全仏ダブルス準優勝の後、ノーマンとムーディはオーディナ・オープンで優勝した。それからウィンブルドン選手権でも準決勝まで勝ち進み、ブライアン兄弟に6-7, 6-7, 4-6で敗れた。
2010年BNPパリバ・オープンの予選を最後にノーマンはシングルスから撤退しダブルスに専念した。2010年4月26日付のランキングで自己最高のダブルス10位を記録している。2013年6月のトップシェルフ・オープンでベルギーの後輩のダビド・ゴフィンと組んで出場したのを最後に42歳で現役を引退した。

## ATPツアー決勝進出結果

### ダブルス: 7回 (4勝3敗)
| 結果   | No. | 決勝日         | 大会               | サーフェス    | パートナー             | 対戦相手                                            | スコア                      |
| ------ | --- | -------------- | ------------------ | ------------- | ---------------------- | --------------------------------------------------- | --------------------------- |
| 準優勝 | 1.  | 1995年10月16日 | 北京               | ハード        | フェルノン・ヴィビール | トミー・ホー セバスチャン・ラルー                   | 6–7, 6–7                    |
| 優勝   | 1.  | 2007年1月8日   | チェンナイ         | ハード        | グザビエ・マリス       | ラファエル・ナダル バルトロメ・サルバ・ビダル       | 7–6, 7–6                    |
| 優勝   | 2.  | 2009年2月8日   | ヨハネスブルグ     | ハード        | ジェームス・セレターニ | リック・デ・フスト アシュリー・フィッシャー         | 6–7, 6–2, [14–12]           |
| 準優勝 | 2.  | 2009年6月6日   | 全仏オープン       | クレー        | ウェスリー・ムーディ   | ルーカス・ドロウヒー リアンダー・パエス             | 6–3, 3–6, 2-6               |
| 優勝   | 3.  | 2009年6月20日  | スヘルトーヘンボス | 芝            | ウェスリー・ムーディ   | ヨハン・ブルンストロム ジャン＝ジュリアン・ロイヤー | 7–6(7-3), 6–7(8-10), [10–5] |
| 優勝   | 4.  | 2011年2月6日   | ザグレブ           | ハード (室内) | ホリア・テカウ         | マルセル・グラノリェルス マルク・ロペス             | 6–3, 6–4                    |
| 準優勝 | 3.  | 2012年5月6日   | ミュンヘン         | クレー        | グザビエ・マリス       | フランティセク・チェルマク フィリップ・ポラーシェク | 4–6, 5–7                    |

## 4大大会シングルス成績
略語の説明
| W | F | SF | QF | #R | RR | Q# | LQ | A | Z# | PO | G | S | B | NMS | P | NH |

W=優勝, F=準優勝, SF=ベスト4, QF=ベスト8, #R=#回戦敗退, RR=ラウンドロビン敗退, Q#=予選#回戦敗退, LQ=予選敗退, A=大会不参加, Z#=デビスカップ/BJKカップ地域ゾーン, PO=デビスカップ/BJKカッププレーオフ, G=オリンピック金メダル, S=オリンピック銀メダル, B=オリンピック銅メダル, NMS=マスターズシリーズから降格, P=開催延期, NH=開催なし.
| 大会           | 1995 | 1996 | 1997 | 1998 | 1999 | 2000 | 2001 | 2002 | 2003 | 2004 | 2005 | 2006 | 2007 | 2008 | 2009 | 通算成績 |
| -------------- | ---- | ---- | ---- | ---- | ---- | ---- | ---- | ---- | ---- | ---- | ---- | ---- | ---- | ---- | ---- | -------- |
| 全豪オープン   | A    | 1R   | A    | LQ   | A    | A    | LQ   | LQ   | 1R   | A    | A    | 2R   | A    | A    | A    | 1–3      |
| 全仏オープン   | A    | 1R   | 3R   | LQ   | A    | A    | LQ   | LQ   | 1R   | LQ   | 2R   | 2R   | LQ   | LQ   | LQ   | 4–5      |
| ウィンブルドン | 4R   | LQ   | LQ   | LQ   | A    | A    | LQ   | LQ   | 1R   | LQ   | 1R   | 1R   | LQ   | LQ   | A    | 3–4      |
| 全米オープン   | LQ   | A    | LQ   | A    | A    | A    | A    | 2R   | LQ   | LQ   | 1R   | LQ   | LQ   | A    | A    | 1–2      |